# NGC 6778
NGC 6778 (другие обозначения — NGC 6785, PK 34-6.1) — планетарная туманность в созвездии Орёл.
Этот объект занесён в Новый общий каталог два раза, с обозначениями NGC 6778, NGC 6785.
Этот объект входит в число перечисленных в оригинальной редакции «Нового общего каталога».
Туманность была впервые обнаружена Джоном Гершелем 21 мая 1825 года и каталогизирована как NGC 6785. Переоткрыта 25 июня 1863 года Альбертом Мартом и внесена в каталог как NGC 6778.

## Характеристики
NGC 6778 является биполярной туманностью, то есть для неё характерна видимость двух чётко выраженных осесимметричных частей. Ядро туманности содержит двойную звезду, компоненты которой вращаются по короткой орбите вокруг общего центра масс. Экваториальное кольцо туманности имеет разрывы, что говорит о мощных динамических процессах в NGC 6778.
В 2016 году был получен первый чёткий снимок туманности, сделанный с помощью телескопа обсерватории Канарского института астрофизики. На снимке были обнаружены слабые линии ионов кислорода.